# Planet Manga
Planet Manga é uma linha editorial da Panini Group que se especializa da publicação de quadrinhos japoneses (mangás). Atualmente toda a produção é terceirizada para a editora Mythos, desde a tradução, até a preparação e adaptação do mangá. Também é a equipe da Mythos que comparece a eventos e faz o contato leitor-empresa.

## Histórico
Diferente do que ocorre no Japão, onde os mangás são publicados em antologias parecidas com listas telefônicas, impressas em papel-jornal e depois são reeditados nos chamados tankōbons (livros de bolso) e num papel de melhor qualidade, no Brasil, a Panini Comics começou a publicar mangás em 2002 no formato conhecido como meio-tankōbon (metade das páginas de um tankōbon tradicional). Essa prática continuou até 2005 e atualmente apenas um de seus títulos continua sendo lançado nesse formato, Berserk.
No final de 2004 a editora lançou Lobo Solitário no estilo tankōbon, mas com muito mais páginas como foi feito no Japão. Já em 2006 a editora passou a trabalhar com o formato tankōbon (o mesmo que no Japão e em formato maior, conhecido como formatinho), que continua até os dias atuais.
Em maio de 2010, a Panini resolve publicar uma versão Pocket, reedição do mangá Naruto no formato dos tankōbons (11,4cm x 17,7cm), o título havia sido prometido pela editora em junho de 2009.
Em 2013, a editora lança também seu primeiro trabalho em formato de luxo e tamanho maior: Highschool of the Dead - Fullcolor Edition. Foi nesse ano também que a editora passou a trabalhar com databooks.

## Mangás publicados pela Panini / Planet Manga

### 2002
| Mês lançado | Mangá       | Autor            | Brasil    | Volumes         | País Original | Volumes |
| ----------- | ----------- | ---------------- | --------- | --------------- | ------------- | ------- |
| Agosto      | Gundam Wing | Koichi Tokita    | Concluído | 16 (meio-tanko) | Concluído     | 8       |
| Agosto      | Gundam Wing | Hajime Yadate    | Concluído | 16 (meio-tanko) | Concluído     | 8       |
| Agosto      | Gundam Wing | Yoshiyuki Tomino | Concluído | 16 (meio-tanko) | Concluído     | 8       |

### 2003
| Mês lançado | Mangá      | Título no Brasil  | Autor        | Brasil    | Volumes         | País Original | Volumes |
| ----------- | ---------- | ----------------- | ------------ | --------- | --------------- | ------------- | ------- |
| Agosto      | Eden       | Um Mundo Infinito | Hiroki Endeo | Cancelado | 23 (meio-tanko) | Concluído     | 18      |
| Outubro     | Peach Girl | Peach Girl        | Miwa Ueda    | Cancelado | 27 (meio-tanko) | Concluído     | 18      |

### 2004
| Mês lançado | Mangá                        | Título no Brasil             | Autor                            | Brasil    | Volumes              | País Original                 | Volumes |
| ----------- | ---------------------------- | ---------------------------- | -------------------------------- | --------- | -------------------- | ----------------------------- | ------- |
| Julho       | Slayers                      | Slayers                      | Hajime Kanzaka (roteiro)         | Concluído | 17 (meio-tanko)      | Concluído                     | 8       |
| Julho       | Slayers                      | Slayers                      | Shoko Yoshinara (roteiro e arte) | Concluído | 17 (meio-tanko)      | Concluído                     | 8       |
| Agosto      | Crayon Shin-chan ↳ Shin-chan | Crayon Shin-chan ↳ Shin-chan | Yoshito Usui                     | Cancelado | 12 (formato em gibi) | Interrompido (autor falecido) | 50      |
| Dezembro    | Kozure Okami                 | Lobo Solitário               | Kazuo Koike (roteiro)            | Concluído | 28                   | Concluído                     | 28      |
| Dezembro    | Kozure Okami                 | Lobo Solitário               | Goseki Kojima (arte)             | Concluído | 28                   | Concluído                     | 28      |

### 2005
| Mês lançado | Mangá           | Autor         | Brasil    | Volumes         | País Original | Volumes |
| ----------- | --------------- | ------------- | --------- | --------------- | ------------- | ------- |
| Maio        | Angel Sanctuary | Kaori Yuki    | Concluído | 40 (meio-tanko) | Concluído     | 20      |
| Maio        | Berserk         | Kentaro Miura | Alcançado | 80 (meio-tanko) | Em publicação | 41      |

### 2006
| Mês lançado | Mangá                          | Título no Brasil                 | Autor                        | Brasil    | Volumes | País Original | Volumes |
| ----------- | ------------------------------ | -------------------------------- | ---------------------------- | --------- | ------- | ------------- | ------- |
| Março       | Crouching Tiger, Hidden Dragon | O Tigre e o Dragão               | Wang Du Lu (roteiro)         | Concluído | 11      | Concluído     | 12      |
| Março       | Crouching Tiger, Hidden Dragon | O Tigre e o Dragão               | Andy Seto (arte)             | Concluído | 11      | Concluído     | 12      |
| Maio        | MeruPuri - Märchen Prince      | MeruPuri - Märchen Prince        | Matsuri Hino                 | Concluído | 4       | Concluído     | 4       |
| Junho       | Kaze no Shō                    | O Livro do Vento                 | Kan Furuyama (roteiro)       | Concluído | 1       | Concluído     | 1       |
| Junho       | Kaze no Shō                    | O Livro do Vento                 | Jiro Taniguchi (arte)        | Concluído | 1       | Concluído     | 1       |
| Julho       | Kare Kano                      | As razões dele, os motivos dela  | Masami Tsuda                 | Concluído | 21      | Concluído     | 21      |
| Setembro    | Samurai Champloo               | Samurai Champloo                 | Shnichiro Watanabe (roteiro) | Concluído | 2       | Concluído     | 2       |
| Setembro    | Samurai Champloo               | Samurai Champloo                 | Masaru Gotsubo (arte)        | Concluído | 2       | Concluído     | 2       |
| Outubro     | Crying Freeman                 | Crying Freeman                   | Kazuo Koike (roteiro)        | Concluído | 10      | Concluído     | 9       |
| Outubro     | Crying Freeman                 | Crying Freeman                   | Ryoichi Ikegami (arte)       | Concluído | 10      | Concluído     | 9       |
| Outubro     | Lodoss Tōsenki: Eiyū Kishi-den | Lodoss War: A Lenda do Cavaleiro | Ryo Mizuno (roteiro)         | Concluído | 6       | Concluído     | 6       |
| Outubro     | Lodoss Tōsenki: Eiyū Kishi-den | Lodoss War: A Lenda do Cavaleiro | Masato Natsumoto (arte)      | Concluído | 6       | Concluído     | 6       |
| Outubro     | Full Metal Panic!              | Full Metal Panic!                | Shouji Gatou (roteiro)       | Concluído | 9       | Concluído     | 9       |
| Outubro     | Full Metal Panic!              | Full Metal Panic!                | Retsu Tateo (arte)           | Concluído | 9       | Concluído     | 9       |

### 2007
| Mês lançado | Mangá                              | Título no Brasil                    | Autor                                        | Brasil    | Volumes | País Original | Volumes |
| ----------- | ---------------------------------- | ----------------------------------- | -------------------------------------------- | --------- | ------- | ------------- | ------- |
| Março       | Shiritsu! Bijinzaka Joshi Kōkō     | Colégio Feminino Bijinzaka          | Mayumi Yokoyama                              | Concluído | 3       | Concluído     | 3       |
| Março       | Astro Boy                          | Astro Boy                           | Osamu Tezuka (Criador Original)              | Concluído | 3       | Concluído     | 3       |
| Março       | Astro Boy                          | Astro Boy                           | Akira Himekawa (arte)                        | Concluído | 3       | Concluído     | 3       |
| Maio        | Naruto                             | Naruto                              | Masashi Kishimoto                            | Concluído | 72      | Concluído     | 72      |
| Maio        | Dejà vu                            | Dejà vu                             | Youn In-Wan                                  | Concluído | 1       | Concluído     | 1       |
| Maio        | Lodoss Tōsenki: Haiiro no Majo     | Lodoss War: A Bruxa Cinzenta        | Ryo Mizuno (roteiro)                         | Concluído | 3       | Concluído     | 3       |
| Maio        | Lodoss Tōsenki: Haiiro no Majo     | Lodoss War: A Bruxa Cinzenta        | Yoshihiko Ochi (arte)                        | Concluído | 3       | Concluído     | 3       |
| Junho       | Kubikiri Asa                       | Samurai Executor                    | Kazuo Koike (roteiro)                        | Concluído | 8       | Concluído     | 8       |
| Junho       | Kubikiri Asa                       | Samurai Executor                    | Goseki Kojima (arte)                         | Concluído | 8       | Concluído     | 8       |
| Junho       | Trigun                             | Trigun                              | Yasuhiro Nightow                             | Concluído | 2       | Concluído     | 2       |
| Junho       | Blood: The Last Vampire            | Blood: The Last Vampire             | Benkyo Tamaoki                               | Concluído | 1       | Concluído     | 1       |
| Julho       | Bleach                             | Bleach                              | Kubo Tite                                    | Concluído | 74      | Concluído     | 74      |
| Julho       | The Nightmare Before Christmas     | O Estranho Mundo de Jack            | Jun Asuka                                    | Concluído | 1       | Concluído     | 1       |
| Julho       | Gantz                              | Gantz                               | Hiroya Oku                                   | Concluído | 37      | Concluído     | 37      |
| Julho       | Kil-Dong                           | Kil-Dong - Crônicas de um Guerreiro | Oh Se-Kwon                                   | Cancelado | 6       | Em hiato      | 7       |
| Julho       | Vampire Knight                     | Vampire Knight                      | Hino Matsuri                                 | Concluído | 19      | Concluído     | 19      |
| Agosto      | Lodoss Tōsenki: Deedlit Monogatari | Lodoss War: A História de Deedlit   | Ryo Mizuno (roteiro) Setsuko Yoneyama (arte) | Concluído | 2       | Concluído     | 2       |
| Agosto      | Princess Princess                  | Princess Princess                   | Mikiyo Tsuda                                 | Concluído | 5       | Concluído     | 5       |
| Agosto      | Hakushaku Cain Series              | Conde Cain                          | Kaori Yuki                                   | Concluído | 13      | Concluído     | 13      |
| Setembro    | Witchblade                         | Witchblade                          | Yasuko Kobayashi (roteiro)                   | Concluído | 2       | Concluído     | 2       |
| Setembro    | Witchblade                         | Witchblade                          | Kazasa Sumita (arte)                         | Concluído | 2       | Concluído     | 2       |

### 2008
| Mês lançado | Mangá                           | Título no Brasil          | Autor                                | Brasil     | Volumes | País Original | Volumes |
| ----------- | ------------------------------- | ------------------------- | ------------------------------------ | ---------- | ------- | ------------- | ------- |
| Fevereiro   | Galism                          | Galism                    | Mayumi Yokoyama                      | Concluído  | 6       | Concluído     | 6       |
| Abril       | Homunculus                      | Homunculus                | Hideo Yamamoto                       | Concluído  | 15      | Concluído     | 15      |
| Abril       | Seton                           | Seton                     | Yoshiharu Imaizumi (roteiro)         | Cancelado  | 1       | Concluído     | 4       |
| Abril       | Seton                           | Seton                     | Jiro Taniguchi (arte)                | Cancelado  | 1       | Concluído     | 4       |
| Abril       | Kare First Love                 | Kare First Love           | Kaho Miyasaka                        | Concluído  | 10      | Concluído     | 10      |
| Abril       | Sunadokei                       | O Relógio de Areia        | Hinako Ashihara                      | Concluído  | 10      | Concluído     | 10      |
| Maio        | Full Metal Panic! Sigma         | Full Metal Panic! Sigma   | Shouji Gatou (roteiro)               | Cancelado  | 9       | Concluído     | 19      |
| Maio        | Full Metal Panic! Sigma         | Full Metal Panic! Sigma   | Hiroshi Ueda (arte)                  | Cancelado  | 9       | Concluído     | 19      |
| Maio        | Full Metal Panic! Sigma         | Full Metal Panic! Sigma   | Shikidouji (designer de personagens) | Cancelado  | 9       | Concluído     | 19      |
| Maio        | Ōran Kōkō Host Club             | Colégio Ouran Host Club   | Bisco Hatori                         | Concluído  | 18      | Concluído     | 18      |
| Maio        | Lodoss Tōsenki: Pharis no Seijo | Lodoss War: A Dama Pharis | Ryo Mizuno (roteiro)                 | Concluído  | 2       | Concluído     | 2       |
| Maio        | Lodoss Tōsenki: Pharis no Seijo | Lodoss War: A Dama Pharis | Akihiro Yamada (arte)                | Concluído  | 2       | Concluído     | 2       |
| Junho       | Black Lagoon                    | Black Lagoon              | Rei Hiroe                            | Paralisado | 9       | Em publicação | 11      |
| Julho       | Wanted                          | Wanted                    | Hino Matsuri                         | Concluído  | 1       | Concluído     | 1       |
| Agosto      | Blood+                          | Blood+                    | Asuka Katsura                        | Concluído  | 5       | Concluído     | 5       |
| Agosto      | Trigun Maximun                  | Trigun Maximun            | Yasuhiro Nightow                     | Concluído  | 14      | Concluído     | 14      |
| Setembro    | Chrno Crusade                   | Chrno Crusade             | Daisuke Moriyama                     | Concluído  | 8       | Concluído     | 8       |
| Setembro    | Trinity Blood                   | Trinity Blood             | Sunao Yoshida (roteiro)              | Cancelado  | 13      | Concluído     | 21      |
| Setembro    | Trinity Blood                   | Trinity Blood             | Yasui Kentaro (roteiro)              | Cancelado  | 13      | Concluído     | 21      |
| Setembro    | Trinity Blood                   | Trinity Blood             | Kiyo Kyujyo (arte)                   | Cancelado  | 13      | Concluído     | 21      |
| Novembro    | Toraware no Mi no Ue            | Destino Cativo            | Matsuri Hino                         | Concluído  | 5       | Concluído     | 5       |
| Novembro    | MPD Psycho                      | MPD Psycho                | Eiji Otsuka (roteiro)                | Cancelado  | 13      | Concluído     | 24      |
| Novembro    | MPD Psycho                      | MPD Psycho                | Sho-u Tajima (arte)                  | Cancelado  | 13      | Concluído     | 24      |

### 2009
| Mês lançado | Mangá                | Autor             | Brasil        | Volumes | País Original | Volumes |
| ----------- | -------------------- | ----------------- | ------------- | ------- | ------------- | ------- |
| Janeiro     | Blood+ Yakou Joushi  | Hirotaka Kisaragi | Concluído     | 1       | Concluído     | 1       |
| Março       | D.Gray-man           | Katsura Hoshino   | Em publicação | 27      | Em publicação | 27      |
| Março       | Aishiteruze Baby     | Maki Youko        | Concluído     | 7       | Concluído     | 7       |
| Março       | Marmalade Boy        | Wataru Yoshizumi  | Concluído     | 8       | Concluído     | 8       |
| Março       | Claymore             | Norihiro Yagi     | Concluído     | 27      | Concluído     | 27      |
| Maio        | Honey & Clover       | Chika Umino       | Concluído     | 10      | Concluído     | 10      |
| Junho       | Abara                | Tsutomu Nihei     | Concluído     | 2       | Concluído     | 2       |
| Junho       | Blood+ Adágio        | Kumiko Suekane    | Concluído     | 2       | Concluído     | 2       |
| Setembro    | Ultramaniac          | Wataru Yoshizumi  | Concluído     | 5       | Concluído     | 5       |
| Setembro    | Otomen               | Aya Kanno         | Cancelado     | 7       | Concluído     | 18      |
| Novembro    | Afro Samurai         | Takashi Okazaki   | Concluído     | 2       | Concluído     | 2       |
| Novembro    | Eensy Weensy Monster | Masami Tsuda      | Concluído     | 2       | Concluído     | 2       |

### 2010
| Mês lançado | Obra                           | Título no Brasil               | Autor                          | Brasil    | Volumes | País Original                 | Volumes |
| ----------- | ------------------------------ | ------------------------------ | ------------------------------ | --------- | ------- | ----------------------------- | ------- |
| Março       | High School of the Dead        | High School of the Dead        | Satou Daisuke (roteiro)        | Alcançado | 7       | Interrompido (autor falecido) | 7       |
| Março       | High School of the Dead        | High School of the Dead        | Satou Shouji (arte)            | Alcançado | 7       | Interrompido (autor falecido) | 7       |
| Março       | Eureka Seven                   | Eureka Seven                   | BONES (criador original)       | Concluído | 6       | Concluído                     | 6       |
| Março       | Eureka Seven                   | Eureka Seven                   | Jinsei Kataoka (roteiro)       | Concluído | 6       | Concluído                     | 6       |
| Março       | Eureka Seven                   | Eureka Seven                   | Kazuma Kondou (Roteiro e Arte) | Concluído | 6       | Concluído                     | 6       |
| Abril       | Bijojuku                       | Cursinho de Sedução            | Mayumi Yokoyama                | Concluído | 2       | Concluído                     | 2       |
| Abril       | Otomental                      | Otomental                      | Mayumi Yokoyama                | Concluído | 2       | Concluído                     | 2       |
| Maio        | Black Bird                     | Black Bird                     | Kanoko Sakurakoji              | Concluído | 18      | Concluído                     | 18      |
| Maio        | Guin Saga                      | Guin Saga                      | Kaoru Kurimoto (roteiro)       | Cancelado | 5       | Concluído                     | 6       |
| Maio        | Guin Saga                      | Guin Saga                      | Hajime Sawada (arte)           | Cancelado | 5       | Concluído                     | 6       |
| Maio        | Kekkaishi                      | Mestres de Barreiras           | Yellow Tanabe                  | Cancelado | 19      | Concluído                     | 35      |
| Maio        | Elfen Lied                     | Elfen Lied                     | Lynn Okamoto                   | Concluído | 12      | Concluído                     | 12      |
| Maio        | Ichigo 100%                    | 100% Morango                   | Mizuki Kawashita               | Concluído | 19      | Concluído                     | 19      |
| Maio        | Naruto                         | Naruto                         | Masashi Kishimoto              | Concluído | 72      | Concluído                     | 72      |
| Julho       | PxP                            | PxP                            | Wataru Yoshizumi               | Concluído | 1       | Concluído                     | 1       |
| Julho       | Brave 10                       | Brave 10                       | Kairi Shimotsuki               | Concluído | 8       | Concluído                     | 8       |
| Julho       | Spicy Pink                     | Spicy Pink                     | Wataru Yoshimizu               | Concluído | 2       | Concluído                     | 2       |
| Julho       | Hoshi wa Utau                  | As Estrelas Cantam             | Natsuki Takaya                 | Concluído | 11      | Concluído                     | 11      |
| Julho       | Rockin' Heaven                 | Rockin' Heaven                 | Mayu Sakai                     | Concluído | 8       | Concluído                     | 8       |
| Julho       | Wolf's Rain                    | Wolf's Rain                    | Keiko Nobumoto                 | Concluído | 2       | Concluído                     | 2       |
| Agosto      | The Gentlemen's Alliance Cross | The Gentlemen's Alliance Cross | Arina Tanemura                 | Concluído | 11      | Concluído                     | 11      |
| Setembro    | Tokyo Mew Mew                  | Tokyo Mew Mew                  | Reiko Yoshida (roteiro)        | Concluído | 7       | Concluído                     | 7       |
| Setembro    | Tokyo Mew Mew                  | Tokyo Mew Mew                  | Mia Ikumi (arte)               | Concluído | 7       | Concluído                     | 7       |
| Outubro     | Sugar Sugar Rune               | Sugar Sugar Rune               | Moyoco Ano                     | Concluído | 8       | Concluído                     | 8       |

### 2011
| Mês lançado | Mangá                              | Título no Brasil                   | Autor                          | Brasil    | Volumes | País Original | Volumes |
| ----------- | ---------------------------------- | ---------------------------------- | ------------------------------ | --------- | ------- | ------------- | ------- |
| Janeiro     | NHK ni Yōkoso!                     | Bem-vindo a NHK!                   | Tatsuhiko Takimoto (roteiro)   | Concluído | 8       | Concluído     | 8       |
| Janeiro     | NHK ni Yōkoso!                     | Bem-vindo a NHK!                   | Kenji Oiwa (arte)              | Concluído | 8       | Concluído     | 8       |
| Fevereiro   | Voices of a Distant Star           | Voices of a Distant Star           | Makoto Shinkai (roteiro)       | Concluído | 1       | Concluído     | 1       |
| Fevereiro   | Voices of a Distant Star           | Voices of a Distant Star           | Mizu Sahara (arte)             | Concluído | 1       | Concluído     | 1       |
| Fevereiro   | Astral Project                     | Astral Project                     | Marginal (roteiro)             | Concluído | 4       | Concluído     | 4       |
| Fevereiro   | Astral Project                     | Astral Project                     | Syuji Takeya (arte)            | Concluído | 4       | Concluído     | 4       |
| Fevereiro   | Otogibanashi wo Anata ni           | Contos de Amor Para Você           | Ayumi Shiina                   | Concluído | 2       | Concluído     | 2       |
| Abril       | Dorothea                           | Dorothea                           | Cuvie                          | Concluído | 6       | Concluído     | 6       |
| Maio        | Kimi ni Todoke                     | Que Chegue a Você                  | Karuho Shiina                  | Concluído | 30      | Concluído     | 30      |
| Maio        | Kaichou wa Maid-sama! ↳ Maid-sama! | Kaichou wa Maid-sama! ↳ Maid-sama! | Hiro Fujiwara                  | Concluído | 18      | Concluído     | 18      |
| Maio        | Darker than Black                  | Darker than Black                  | Tensai Okamura                 | Concluído | 2       | Concluído     | 2       |
| Junho       | 07-Ghost                           | Sete Espectros                     | Yuki Amemiya (roteiro)         | Concluído | 17      | Concluído     | 17      |
| Junho       | 07-Ghost                           | Sete Espectros                     | Yukino Ichihara (arte)         | Concluído | 17      | Concluído     | 17      |
| Junho       | Basilisk                           | O Pergaminho Secreto dos Kouga     | Futaro Yamada (roteiro)        | Concluído | 5       | Concluído     | 5       |
| Junho       | Basilisk                           | O Pergaminho Secreto dos Kouga     | Masaki Segawa (arte)           | Concluído | 5       | Concluído     | 5       |
| Agosto      | Air Gear                           | Air Gear                           | Oh Great!                      | Concluído | 37      | Concluído     | 37      |
| Agosto      | Zone 00                            | Zone 00                            | Kiyo Kyujyo                    | Cancelado | 7       | Em publicação | 13      |
| Agosto      | Deadman Wonderland                 | Deadman Wonderland                 | Jinsei Kataoka (roteiro)       | Concluído | 13      | Concluído     | 13      |
| Agosto      | Deadman Wonderland                 | Deadman Wonderland                 | Kazuma Kondou (Roteiro e Arte) | Concluído | 13      | Concluído     | 13      |
| Setembro    | Arata Kangatari                    | O Mito de Arata                    | Yuu Watase                     | Cancelado | 11      | Em publicação | 24      |
| Outubro     | Sora no Otoshimono                 | Caiu do Céu                        | Suu Minazuki                   | Concluído | 20      | Concluído     | 20      |
| Outubro     | Karin                              | Karin                              | Yuna Kagesaki                  | Concluído | 14      | Concluído     | 14      |
| Novembro    | Blood Lad                          | Blood Lad                          | Yuuki Kodama                   | Concluído | 17      | Concluído     | 17      |

### 2012
| Mês lançado | Mangá                                   | Autor            | Brasil        | Volumes | País Original | Volumes |
| ----------- | --------------------------------------- | ---------------- | ------------- | ------- | ------------- | ------- |
| Fevereiro   | One Piece                               | Eiichiro Oda     | Em publicação | 102     | Em publicação | 104     |
| Maio        | Dragon Ball                             | Akira Toriyama   | Concluído     | 42      | Concluído     | 42      |
| Junho       | Monster                                 | Naoki Urasawa    | Concluído     | 18      | Concluído     | 18      |
| Junho       | Resident Evil: BioHazard Marhawa Desire | Naoki Serizawa   | Concluído     | 5       | Concluído     | 5       |
| Junho       | Kuroshitsuji ↳ Black Butler             | Yana Toboso      | Em publicação | 30      | Em publicação | 31      |
| Agosto      | 20th Century Boys                       | Naoki Urasawa    | Concluído     | 22      | Concluído     | 22      |
| Agosto      | Mad Love Chase                          | Kazusa Takashima | Concluído     | 5       | Concluído     | 5       |
| Setembro    | Beelzebub                               | Ryuuhei Tamura   | Concluído     | 28      | Concluído     | 28      |

### 2013
| Mês lançado | Mangá | Título no Brasil | Autor                  | Brasil        | Volumes | País Original                 | Volumes |
| ----------- | --- | --- | ---------------------- | ------------- | ------- | ----------------------------- | ------- |
| Fevereiro   | Katekyo Hitman Reborn! | Tutor Hitman Reborn! | Akira Amano            | Concluído     | 42      | Concluído                     | 42      |
| Março       | Psychic Detective Yakumo | Psychic Detective Yakumo | Suzuka Oda             | Concluído     | 14      | Concluído                     | 14      |
| Março       | Triage X | Triage X | Shoji Sato             | Cancelado     | 18      | Em publicação                 | 21      |
| Abril       | Toriko | Toriko | Mitsutoshi Shimabukuro | Cancelado     | 35      | Concluído                     | 43      |
| Abril       | Naruto - Databook \| Lançamento \| Título \| Título no Brasil \| \| ---------- \| ------------------ \| ---------------------------------- \| \| Abr/2013 \| Naruto: Rin no Sho \| Naruto: Livro Secreto do Confronto \| \| Set/2014 \| Naruto: Hyo no Sho \| Naruto: Livro Secreto do Guerreiro \| \| Set/2015 \| Naruto: Tou no Sho \| Naruto: Livro Secreto da Batalha \| \| Nov/2016 \| Naruto: Sha no Sho \| Naruto: Livro Secreto da Formação \| | Naruto - Databook \| Lançamento \| Título \| Título no Brasil \| \| ---------- \| ------------------ \| ---------------------------------- \| \| Abr/2013 \| Naruto: Rin no Sho \| Naruto: Livro Secreto do Confronto \| \| Set/2014 \| Naruto: Hyo no Sho \| Naruto: Livro Secreto do Guerreiro \| \| Set/2015 \| Naruto: Tou no Sho \| Naruto: Livro Secreto da Batalha \| \| Nov/2016 \| Naruto: Sha no Sho \| Naruto: Livro Secreto da Formação \| | Masashi Kishimoto      | Em publicação | 4       | Em publicação                 | 7       |
| Maio        | Blood-C | Blood-C | Kotone Ranmaru         | Concluído     | 4       | Concluído                     | 4       |
| Maio        | Highschool of the Dead - Fullcolor Edition | Highschool of the Dead - Fullcolor Edition | Daisuke Sato (roteiro) | Alcançado     | 7       | Interrompido (autor falecido) | 7       |
| Maio        | Highschool of the Dead - Fullcolor Edition | Highschool of the Dead - Fullcolor Edition | Shoji Sato (arte)      | Alcançado     | 7       | Interrompido (autor falecido) | 7       |
| Maio        | Tiger & Bunny | Tiger & Bunny | Sakakibara Mizuki      | Cancelado     | 5       | Concluído                     | 9       |
| Setembro    | Tiger & Bunny - Anthology | Tiger & Bunny - Anthology | Sakakibara Mizuki      | Concluído     | 4       | Concluído                     | 4       |
| Outubro     | Blood-C - Izayoi Kitan | Blood-C - Contos da Décima Sexta Noite | Haduki Ryo             | Concluído     | 2       | Concluído                     | 2       |
| Novembro    | Shingeki no Kyojin | Ataque dos Titãs | Hajime Isayama         | Concluído     | 34      | Concluído                     | 34      |
| Lançamento  | Título | Título no Brasil |                        |               |         |                               |         |
| Abr/2013    | Naruto: Rin no Sho | Naruto: Livro Secreto do Confronto |                        |               |         |                               |         |
| Set/2014    | Naruto: Hyo no Sho | Naruto: Livro Secreto do Guerreiro |                        |               |         |                               |         |
| Set/2015    | Naruto: Tou no Sho | Naruto: Livro Secreto da Batalha |                        |               |         |                               |         |
| Nov/2016    | Naruto: Sha no Sho | Naruto: Livro Secreto da Formação |                        |               |         |                               |         |

### 2014
| Mês lançado | Mangá | Título no Brasil | Autor                     | Brasil        | Volumes | País Original | Volumes                  |
| ----------- | --- | --- | ------------------------- | ------------- | ------- | ------------- | ------------------------ |
| Janeiro     | Full Moon ni Sasayaite | Full Moon - Sussurros sob a Lua Cheia | Sanami Matoh              | Concluído     | 2       | Concluído     | 2                        |
| Fevereiro   | Vinland Saga | Vinland Saga | Makoto Yukimura           | Em publicação | 25      | Em publicação | 25                       |
| Março       | Sankarea | Sankarea | Mitsuru Hattori           | Concluído     | 11      | Concluído     | 11                       |
| Maio        | Full Moon | Full Moon - Contos da Lua Cheia | Sanami Matoh              | Concluído     | 2       | Concluído     | 2                        |
| Maio        | One Piece - Databook \| Lançamento \| Título \| \| ---------- \| ------------------- \| \| Mai/2014 \| One Piece RED \| \| Fev/2015 \| One Piece BLUE \| \| Jan/2016 \| One Piece YELLOW \| \| Mai/2018 \| One Piece GREEN \| \| Out/2019 \| One Piece BLUE DEEP \| | One Piece - Databook \| Lançamento \| Título \| \| ---------- \| ------------------- \| \| Mai/2014 \| One Piece RED \| \| Fev/2015 \| One Piece BLUE \| \| Jan/2016 \| One Piece YELLOW \| \| Mai/2018 \| One Piece GREEN \| \| Out/2019 \| One Piece BLUE DEEP \| | Eiichiro Oda              | Em publicação | 5       | Em publicação | 5                        |
| Junho       | Conductor | O Maestro | Manabu Kaminaga (roteiro) | Concluído     | 4       | Concluído     | 4                        |
| Junho       | Conductor | O Maestro | Nokiya (arte)             | Concluído     | 4       | Concluído     | 4                        |
| Junho       | Defense Devil | Defense Devil | In-Wan Youn (roteiro)     | Concluído     | 10      | Concluído     | 10                       |
| Junho       | Defense Devil | Defense Devil | Kyung-Il Yang (arte)      | Concluído     | 10      | Concluído     | 10                       |
| Julho       | Ansatsu Kyoushitsu ↳ Assassination Classroom | Ansatsu Kyoushitsu ↳ Assassination Classroom | Yuusei Matsui             | Concluído     | 21      | Concluído     | 21                       |
| Julho       | Kuroko no Basket | Kuroko no Basket | Tadatoshi Fujimaki        | Concluído     | 30      | Concluído     | 30                       |
| Agosto      | Berserk | Berserk | Kentaro Miura             | Em publicação | 40      | Em publicação | 41                       |
| Agosto      | Pokémon: Black & White | Pokémon: Black & White | Hidenori Kusaka (roteiro) | Concluído     | 9       | Concluído     | 9 (43 ao 51 no original) |
| Agosto      | Pokémon: Black & White | Pokémon: Black & White | Satoshi Yamamoto (arte)   | Concluído     | 9       | Concluído     | 9 (43 ao 51 no original) |
| Outubro     | Hideout | Hideout | Masasumi Kakizaki         | Concluído     | 1       | Concluído     | 1                        |
| Outubro     | Sword Art Online: Aincrad | Sword Art Online: Aincrad | Reki Kawahara (roteiro)   | Concluído     | 2       | Concluído     | 2                        |
| Outubro     | Sword Art Online: Aincrad | Sword Art Online: Aincrad | Tamako Nakamura (arte)    | Concluído     | 2       | Concluído     | 2                        |
| Novembro    | High School DxD | High School DxD | Ichiei Ishibumi (roteiro) | Concluído     | 11      | Concluído     | 11                       |
| Novembro    | High School DxD | High School DxD | Hiroji Mishima (arte)     | Concluído     | 11      | Concluído     | 11                       |
| Lançamento  | Título | |                           |               |         |               |                          |
| Mai/2014    | One Piece RED | |                           |               |         |               |                          |
| Fev/2015    | One Piece BLUE | |                           |               |         |               |                          |
| Jan/2016    | One Piece YELLOW | |                           |               |         |               |                          |
| Mai/2018    | One Piece GREEN | |                           |               |         |               |                          |
| Out/2019    | One Piece BLUE DEEP | |                           |               |         |               |                          |

### 2015
| Mês lançado | Mangá                               | Título no Brasil                      | Autor                   | Brasil    | Volumes | País Original | Volumes |
| ----------- | ----------------------------------- | ------------------------------------- | ----------------------- | --------- | ------- | ------------- | ------- |
| Janeiro     | Gigantomachia                       | Gigantomachia                         | Kentaro Miura           | Concluído | 1       | Concluído     | 1       |
| Março       | Aoharaido                           | A Primavera de Nossas Vidas           | Io Sakisaka             | Concluído | 13      | Concluído     | 13      |
| Março       | Highschool of the Dead              | Highschool of the Dead                | Daisuke Sato (roteiro)  | Concluído | 1       | Concluído     | 1       |
| Março       | Highschool of the Dead              | Highschool of the Dead                | Sankaku Head (arte)     | Concluído | 1       | Concluído     | 1       |
| Abril       | Shingeki no Kyojin: Kuinaki Sentaku | Ataque dos Titãs: Sem Arrependimentos | Gun Snark (roteiro)     | Concluído | 2       | Concluído     | 2       |
| Abril       | Shingeki no Kyojin: Kuinaki Sentaku | Ataque dos Titãs: Sem Arrependimentos | Hikaru Suruga (arte)    | Concluído | 2       | Concluído     | 2       |
| Maio        | Planetes                            | Planetes                              | Makoto Yukimura         | Concluído | 4       | Concluído     | 4       |
| Julho       | Naruto Gold                         | Naruto Gold                           | Masashi Kishimoto       | Concluído | 72      | Concluído     | 72      |
| Julho       | Tokyo Ghoul                         | Tokyo Ghoul                           | Sui Ishida              | Concluído | 14      | Concluído     | 14      |
| Agosto      | Shingeki no Kyojin: Before the Fall | Ataque dos Titãs: Antes da Queda      | Ryo Suzukaze (roteiro)  | Concluído | 17      | Concluído     | 17      |
| Agosto      | Shingeki no Kyojin: Before the Fall | Ataque dos Titãs: Antes da Queda      | Satoshi Shiki (arte)    | Concluído | 17      | Concluído     | 17      |
| Outubro     | Sword Art Online: Fairy Dance       | Sword Art Online: Fairy Dance         | Reki Kawahara (roteiro) | Concluído | 3       | Concluído     | 3       |
| Outubro     | Sword Art Online: Fairy Dance       | Sword Art Online: Fairy Dance         | Tsubasa Hazuki (arte)   | Concluído | 3       | Concluído     | 3       |
| Dezembro    | Fate/stay night                     | Fate/stay night                       | Datto Nishiwaki         | Concluído | 20      | Concluído     | 20      |

### 2016
| Mês lançado | Mangá                                                          | Título no Brasil                                               | Autor                                    | Brasil        | Volumes         | País Original | Volumes                |
| ----------- | -------------------------------------------------------------- | -------------------------------------------------------------- | ---------------------------------------- | ------------- | --------------- | ------------- | ---------------------- |
| Fevereiro   | Black Rock Shooter: Innocent Soul                              | Black Rock Shooter: Innocent Soul                              | Huke (roteiro)                           | Concluído     | 3               | Concluído     | 3                      |
| Fevereiro   | Black Rock Shooter: Innocent Soul                              | Black Rock Shooter: Innocent Soul                              | Sanami Suzuki (arte)                     | Concluído     | 3               | Concluído     | 3                      |
| Fevereiro   | Lovely Complex                                                 | Lovely Complex                                                 | Aya Nakahara                             | Concluído     | 17              | Concluído     | 17                     |
| Fevereiro   | Vagabond                                                       | Vagabond                                                       | Takehiko Inoue                           | Alcançado     | 37              | Em hiato      | 37                     |
| Março       | Akame ga Kill!                                                 | Akame ga Kill!                                                 | Takahiro (roteiro)                       | Concluído     | 15              | Concluído     | 15                     |
| Março       | Akame ga Kill!                                                 | Akame ga Kill!                                                 | Tetsuya Tashiro (arte)                   | Concluído     | 15              | Concluído     | 15                     |
| Março       | One Punch-Man                                                  | One Punch-Man                                                  | ONE (roteiro)                            | Em publicação | 23              | Em publicação | 24                     |
| Março       | One Punch-Man                                                  | One Punch-Man                                                  | Yusuke Murata (arte)                     | Em publicação | 23              | Em publicação | 24                     |
| Abril       | Pandora Hearts                                                 | Pandora Hearts                                                 | Jun Mochizuki                            | Concluído     | 24              | Concluído     | 24                     |
| Maio        | Arakawa Under the Bridge                                       | Arakawa Under the Bridge                                       | Hikaru Nakamura                          | Concluído     | 15              | Concluído     | 15                     |
| Maio        | Ninja Slayer                                                   | Ninja Slayer                                                   | Bradley Bond e Yoshiaki Tabata (roteiro) | Concluído     | 14              | Concluído     | 14                     |
| Maio        | Ninja Slayer                                                   | Ninja Slayer                                                   | Yūki Yogo (arte)                         | Concluído     | 14              | Concluído     | 14                     |
| Junho       | Ore Monogatari!!                                               | Ore Monogatari!!                                               | Kazune Kawahara (roteiro)                | Concluído     | 13              | Concluído     | 13                     |
| Junho       | Ore Monogatari!!                                               | Ore Monogatari!!                                               | Aruko (arte)                             | Concluído     | 13              | Concluído     | 13                     |
| Julho       | 21st Century Boys                                              | 21st Century Boys                                              | Naoki Urasawa                            | Concluído     | 2               | Concluído     | 2                      |
| Julho       | Ajin                                                           | Ajin                                                           | Gamon Sakurai                            | Concluído     | 17              | Concluído     | 17                     |
| Julho       | Noragami                                                       | Noragami                                                       | Adachitoka                               | Em publicação | 23              | Em publicação | 24                     |
| Julho       | Shiki no Zenjitsu ↳ The Wedding Eve                            | Shiki no Zenjitsu ↳ The Wedding Eve                            | Hozumi                                   | Concluído     | 1               | Concluído     | 1                      |
| Julho       | Shinmai Maou no Keiyakusha ↳ The Testament of Sister New Devil | Shinmai Maou no Keiyakusha ↳ The Testament of Sister New Devil | Tetsuto Uesu (roteiro)                   | Concluído     | 9               | Concluído     | 9                      |
| Julho       | Shinmai Maou no Keiyakusha ↳ The Testament of Sister New Devil | Shinmai Maou no Keiyakusha ↳ The Testament of Sister New Devil | Kashiwa Miyako (arte)                    | Concluído     | 9               | Concluído     | 9                      |
| Agosto      | Black Rock Shooter: The Game                                   | Black Rock Shooter: The Game                                   | Huke (roteiro)                           | Concluído     | 2               | Concluído     | 2                      |
| Agosto      | Black Rock Shooter: The Game                                   | Black Rock Shooter: The Game                                   | TNSK (arte)                              | Concluído     | 2               | Concluído     | 2                      |
| Agosto      | Yo-kai Watch                                                   | Yo-kai Watch                                                   | Noriyuki Konishi                         | Cancelado     | 20 (meio-tanko) | Concluído     | 23                     |
| Setembro    | Rust Blaster                                                   | Rust Blaster                                                   | Yana Toboso                              | Concluído     | 1               | Concluído     | 1                      |
| Outubro     | Naruto Gaiden                                                  | Naruto Gaiden                                                  | Masashi Kishimoto                        | Concluído     | 1               | Concluído     | 1                      |
| Outubro     | Pokémon: Red, Green & Blue                                     | Pokémon: Red, Green & Blue                                     | Hidenori Kusaka (roteiro)                | Concluído     | 3               | Concluído     | 3 (1 ao 3 no original) |
| Outubro     | Pokémon: Red, Green & Blue                                     | Pokémon: Red, Green & Blue                                     | Mato (arte)                              | Concluído     | 3               | Concluído     | 3 (1 ao 3 no original) |
| Outubro     | Slam Dunk                                                      | Slam Dunk                                                      | Takehiko Inoue                           | Concluído     | 24              | Concluído     | 24 (Kanzenban)         |
| Novembro    | Bestiarius                                                     | Bestiarius                                                     | Masasumi Kakizaki                        | Concluído     | 7               | Concluído     | 7                      |
| Dezembro    | Kami-sama ga Uso wo Tsuku ↳ The God's Lie                      | Kami-sama ga Uso wo Tsuku ↳ The God's Lie                      | Kaori Ozaki                              | Concluído     | 1               | Concluído     | 1                      |
| Dezembro    | Kozure Okami                                                   | Lobo Solitário                                                 | Kazuo Koike (roteiro)                    | Concluído     | 28              | Concluído     | 28                     |
| Dezembro    | Kozure Okami                                                   | Lobo Solitário                                                 | Goseki Kojima (arte)                     | Concluído     | 28              | Concluído     | 28                     |

### 2017
| Mês lançado | Mangá                                       | Título no Brasil                            | Autor                                 | Brasil        | Volumes | País Original | Volumes                |
| ----------- | ------------------------------------------- | ------------------------------------------- | ------------------------------------- | ------------- | ------- | ------------- | ---------------------- |
| Janeiro     | Isshuukan Friends. ↳ One Week Friends       | Isshuukan Friends. ↳ One Week Friends       | Maccha Hazuki                         | Concluído     | 7       | Concluído     | 7                      |
| Fevereiro   | Sakamoto desu ga?                           | Quem É Sakamoto?                            | Nami Sano                             | Concluído     | 4       | Concluído     | 4                      |
| Fevereiro   | Sherlock                                    | Sherlock                                    | Mark Gatiss e Steven Moffat (roteiro) | Em publicação | 4       | Em publicação | 5                      |
| Fevereiro   | Sherlock                                    | Sherlock                                    | Jay. (arte)                           | Em publicação | 4       | Em publicação | 5                      |
| Março       | Shin Kozure Okami                           | Novo Lobo Solitário                         | Kazuo Koike (roteiro)                 | Concluído     | 11      | Concluído     | 11                     |
| Março       | Shin Kozure Okami                           | Novo Lobo Solitário                         | Hideki Mori (arte)                    | Concluído     | 11      | Concluído     | 11                     |
| Março       | Wanted!                                     | Wanted!                                     | Eiichiro Oda                          | Concluído     | 1       | Concluído     | 1                      |
| Abril       | Owari no Seraph ↳ Seraph of the End         | Owari no Seraph ↳ Seraph of the End         | Kagami Takaya (roteiro)               | Em publicação | 24      | Em publicação | 25                     |
| Abril       | Owari no Seraph ↳ Seraph of the End         | Owari no Seraph ↳ Seraph of the End         | Yamamoto Yamato (arte)                | Em publicação | 24      | Em publicação | 25                     |
| Abril       | Pokémon: Yellow                             | Pokémon: Yellow                             | Hidenori Kusaka (roteiro)             | Concluído     | 4       | Concluído     | 4 (4 ao 7 no original) |
| Abril       | Pokémon: Yellow                             | Pokémon: Yellow                             | Mato (arte)                           | Concluído     | 4       | Concluído     | 4 (4 ao 7 no original) |
| Abril       | Shigatsu wa Kimi no Uso ↳ Your Lie in April | Shigatsu wa Kimi no Uso ↳ Your Lie in April | Naoshi Arakawa                        | Concluído     | 11      | Concluído     | 11                     |
| Maio        | Hal                                         | Hal                                         | Ayase Umi                             | Concluído     | 1       | Concluído     | 1                      |
| Maio        | Inuyashiki                                  | Inuyashiki                                  | Hiroya Oku                            | Concluído     | 10      | Concluído     | 10                     |
| Junho       | Nisekoi                                     | Nisekoi                                     | Naoshi Komi                           | Concluído     | 25      | Concluído     | 25                     |
| Julho       | Dr. Slump                                   | Dr. Slump                                   | Akira Toriyama                        | Concluído     | 18      | Concluído     | 18                     |
| Julho       | Hikari no Machi                             | A Cidade Luz                                | Inio Asano                            | Concluído     | 1       | Concluído     | 1                      |
| Julho       | Last Notes                                  | Last Notes                                  | Sakurakoji Kanoko                     | Concluído     | 3       | Concluído     | 3                      |
| Agosto      | Katsura Akira                               | Katsura Akira                               | Akira Toriyama e Masakazu Katsura     | Concluído     | 1       | Concluído     | 1                      |
| Setembro    | Opus                                        | Opus                                        | Satoshi Kon                           | Concluído     | 2       | Concluído     | 2                      |
| Setembro    | Rock Lee no Seishun Full-Power Ninden       | Rock Lee e a Primavera da Juventude         | Kenji Taira                           | Concluído     | 7       | Concluído     | 7                      |
| Outubro     | Ginga Patrol Jaco                           | Jaco: O Patrulheiro Galáctico               | Akira Toriyama                        | Concluído     | 1       | Concluído     | 1                      |
| Outubro     | Witches                                     | Witches                                     | Daisuke Igarashi                      | Concluído     | 2       | Concluído     | 2                      |
| Novembro    | Mob Psycho 100                              | Mob Psycho 100                              | ONE                                   | Concluído     | 16      | Concluído     | 16                     |
| Novembro    | Monster x Monster                           | Monster x Monster                           | Nikkichi Tobita                       | Concluído     | 3       | Concluído     | 3                      |
| Novembro    | Tokyo Ghoul:re                              | Tokyo Ghoul:re                              | Sui Ishida                            | Concluído     | 16      | Concluído     | 16                     |
| Dezembro    | Alive                                       | Alive                                       | Tsutomu Takahashi                     | Concluído     | 1       | Concluído     | 1                      |
| Dezembro    | Pluto                                       | Pluto                                       | Naoki Urasawa                         | Concluído     | 8       | Concluído     | 8                      |
| Dezembro    | Berserk - Guidebook                         | Berserk - Guidebook                         | Kentaro Miura                         | Concluído     | 1       | Concluído     | 1                      |
| Dezembro    | The Legend of Zelda                         | The Legend of Zelda                         | Himekawa Akira                        | Concluído     | 5       | Concluído     | 5                      |

### 2018
| Mês lançado | Mangá                                                                           | Título no Brasil                                                                | Autor                                    | Brasil        | Volumes | País Original | Volumes                 |
| ----------- | ------------------------------------------------------------------------------- | ------------------------------------------------------------------------------- | ---------------------------------------- | ------------- | ------- | ------------- | ----------------------- |
| Janeiro     | Pokémon: Gold & Silver                                                          | Pokémon: Gold & Silver                                                          | Hidenori Kusaka (roteiro)                | Concluído     | 7       | Concluído     | 7 (8 ao 14 no original) |
| Janeiro     | Pokémon: Gold & Silver                                                          | Pokémon: Gold & Silver                                                          | Mato (arte)                              | Concluído     | 7       | Concluído     | 7 (8 ao 14 no original) |
| Janeiro     | Psycho-Pass ↳ Inspector Akane Tsunemori                                         | Psycho-Pass ↳ Inspector Akane Tsunemori                                         | Hikaru Miyoshi                           | Concluído     | 6       | Concluído     | 6                       |
| Fevereiro   | Innocent                                                                        | Innocent                                                                        | Shinichi Sakamoto                        | Concluído     | 9       | Concluído     | 9                       |
| Março       | Re:Zero - Daiisshō: Ōto no Ichinichi-hen                                        | Re:Zero - Capítulo 1: Um Dia na Capital                                         | Tappei Nagatsuki (roteiro)               | Concluído     | 2       | Concluído     | 2                       |
| Março       | Re:Zero - Daiisshō: Ōto no Ichinichi-hen                                        | Re:Zero - Capítulo 1: Um Dia na Capital                                         | Daichi Matsuse (arte)                    | Concluído     | 2       | Concluído     | 2                       |
| Março       | Sukedachi 09 ↳ Avengers 09                                                      | Sukedachi 09 ↳ Avengers 09                                                      | Seishi Kishimoto                         | Concluído     | 5       | Concluído     | 5                       |
| Abril       | I am a Hero                                                                     | I am a Hero                                                                     | Kengo Hanazawa                           | Concluído     | 22      | Concluído     | 22                      |
| Julho       | Black Clover                                                                    | Black Clover                                                                    | Yuki Tabata                              | Em publicação | 22      | Em publicação | 31                      |
| Julho       | Children of the Sea                                                             | Children of the Sea                                                             | Daisuke Igarashi                         | Concluído     | 5       | Concluído     | 5                       |
| Julho       | Fire Force                                                                      | Fire Force                                                                      | Atsushi Okubo                            | Em publicação | 23      | Em publicação | 31                      |
| Julho       | JoJo no Kimyo na Boken: Phantom Blood ↳ JoJo's Bizarre Adventure: Phantom Blood | JoJo no Kimyo na Boken: Phantom Blood ↳ JoJo's Bizarre Adventure: Phantom Blood | Hirohiko Araki                           | Concluído     | 3       | Concluído     | 3 (1 ao 3 no Bunkoban)  |
| Julho       | Mahouka Koukou no Rettousei: Nyuugaku Hen                                       | The Irregular at Magic High School: Arco da Matrícula                           | Fumino Hayashi e Tsutomu Satou (roteiro) | Concluído     | 4       | Concluído     | 4                       |
| Julho       | Mahouka Koukou no Rettousei: Nyuugaku Hen                                       | The Irregular at Magic High School: Arco da Matrícula                           | Tsuna Kitaumi (arte)                     | Concluído     | 4       | Concluído     | 4                       |
| Agosto      | Batman and the Justice League                                                   | Batman & a Liga da Justiça                                                      | Shiori Teshirogi                         | Cancelado     | 1       | Concluído     | 4                       |
| Agosto      | Boruto                                                                          | Boruto                                                                          | Ukyō Kodachi (roteiro)                   | Em publicação | 15      | Em publicação | 15                      |
| Agosto      | Boruto                                                                          | Boruto                                                                          | Mikio Ikemoto (arte)                     | Em publicação | 15      | Em publicação | 15                      |
| Agosto      | Dragon Ball Super                                                               | Dragon Ball Super                                                               | Akira Toriyama (roteiro) Toyotarō (arte) | Em publicação | 16      | Em publicação | 17                      |
| Agosto      | Yakusoku no Neverland ↳ The Promised Neverland                                  | Yakusoku no Neverland ↳ The Promised Neverland                                  | Kaiu Shirai (roteiro)                    | Concluído     | 20      | Concluído     | 20                      |
| Agosto      | Yakusoku no Neverland ↳ The Promised Neverland                                  | Yakusoku no Neverland ↳ The Promised Neverland                                  | Posuka Demizu (arte)                     | Concluído     | 20      | Concluído     | 20                      |
| Setembro    | Dr. STONE                                                                       | Dr. STONE                                                                       | Riichiro Inagaki (roteiro)               | Em publicação | 21      | Em publicação | 24                      |
| Setembro    | Dr. STONE                                                                       | Dr. STONE                                                                       | Boichi (arte)                            | Em publicação | 21      | Em publicação | 24                      |
| Dezembro    | Bungo Stray Dogs                                                                | Bungo Stray Dogs                                                                | Kafka Asagiri (roteiro)                  | Em publicação | 20      | Em publicação | 21                      |
| Dezembro    | Bungo Stray Dogs                                                                | Bungo Stray Dogs                                                                | Sango Harukawa (arte)                    | Em publicação | 20      | Em publicação | 21                      |
| Dezembro    | Sword Art Online: Aincrad (novel)                                               | Sword Art Online: Aincrad (novel)                                               | Reki Kawahara                            | Concluído     | 2       | Concluído     | 2 (novel)               |

### 2019
| Mês lançado | Mangá                                                                                     | Título no Brasil                                                                          | Autor                      | Brasil        | Volumes    | País Original | Volumes                  |
| ----------- | ----------------------------------------------------------------------------------------- | ----------------------------------------------------------------------------------------- | -------------------------- | ------------- | ---------- | ------------- | ------------------------ |
| Janeiro     | JoJo no Kimyo na Boken: Battle Tendency ↳ JoJo's Bizarre Adventure: Battle Tendency       | JoJo no Kimyo na Boken: Battle Tendency ↳ JoJo's Bizarre Adventure: Battle Tendency       | Hirohiko Araki             | Concluído     | 4          | Concluído     | 4 (4 ao 7 no Bunkoban)   |
| Janeiro     | Naruto: The Last                                                                          | Naruto: The Last                                                                          | Maruo Kyouzuka             | Concluído     | 1          | Concluído     | 1 (novel)                |
| Fevereiro   | Wotaku ni Koi wa Muzukashii                                                               | Wotakoi - O Amor é Difícil para Otakus                                                    | Fuijta                     | Em publicação | 10         | Concluído     | 11                       |
| Março       | Beastars                                                                                  | Beastars                                                                                  | Itagaki Paru               | Concluído     | 22         | Concluído     | 22                       |
| Março       | Dragon Ball (Edição Definitiva)                                                           | Dragon Ball (Edição Definitiva)                                                           | Akira Toriyama             | Em publicação | 18         | Concluído     | 34 (Kanzenban)           |
| Março       | Pokémon: Ruby & Sapphire                                                                  | Pokémon: Ruby & Sapphire                                                                  | Hidenori Kusaka (roteiro)  | Concluído     | 8          | Concluído     | 8 (15 ao 22 no original) |
| Março       | Pokémon: Ruby & Sapphire                                                                  | Pokémon: Ruby & Sapphire                                                                  | Mato (arte)                | Concluído     | 8          | Concluído     | 8 (15 ao 22 no original) |
| Março       | Radiant                                                                                   | Radiant                                                                                   | Tony Valente               | Em publicação | 14         | Em publicação | 15                       |
| Março       | Yuragi-sou no Yuuna-san                                                                   | Yuuna e a Pensão Assombrada                                                               | Miura Tadahiro             | Concluído     | 24         | Concluído     | 24                       |
| Abril       | Funouhan                                                                                  | Crimes Perfeitos                                                                          | Arata Miyatsuki (roteiro)  | Concluído     | 12         | Concluído     | 12                       |
| Abril       | Funouhan                                                                                  | Crimes Perfeitos                                                                          | Yuuya Kanzaki (arte)       | Concluído     | 12         | Concluído     | 12                       |
| Abril       | Omoi, Omoware, Furi, Furare                                                               | Furi Fura: Amores e Desenganos                                                            | Io Sakisaka                | Concluído     | 12         | Concluído     | 12                       |
| Abril       | Otouto no Otto                                                                            | O Marido do Meu Irmão                                                                     | Tagame Gengorou            | Concluído     | 2 (2 em 1) | Concluído     | 4                        |
| Abril       | Youjo Senki                                                                               | Crônicas de Guerra: Tanya the Evil                                                        | Carlo Zen (roteiro)        | Em publicação | 18         | Em publicação | 23                       |
| Abril       | Youjo Senki                                                                               | Crônicas de Guerra: Tanya the Evil                                                        | Chika Toujou (arte)        | Em publicação | 18         | Em publicação | 23                       |
| Maio        | Golden Kamuy                                                                              | Golden Kamuy                                                                              | Satoru Noda                | Em publicação | 24         | Em publicação | 28                       |
| Maio        | Shokugeki no Soma ↳ Food Wars                                                             | Shokugeki no Soma ↳ Food Wars                                                             | Yūto Tsukuda (roteiro)     | Concluído     | 36         | Concluído     | 36                       |
| Maio        | Shokugeki no Soma ↳ Food Wars                                                             | Shokugeki no Soma ↳ Food Wars                                                             | Shun Saeki (arte)          | Concluído     | 36         | Concluído     | 36                       |
| Junho       | Origin                                                                                    | Origin                                                                                    | Boichi                     | Concluído     | 10         | Concluído     | 10                       |
| Junho       | Tenku Shinpan                                                                             | Tenku Shinpan: Sem Saída                                                                  | Tsuina Miura (roteiro)     | Concluído     | 21         | Concluído     | 21                       |
| Junho       | Tenku Shinpan                                                                             | Tenku Shinpan: Sem Saída                                                                  | Takahiro Oba (arte)        | Concluído     | 21         | Concluído     | 21                       |
| Junho       | Atelier of Witch Hat                                                                      | Atelier of Witch Hat                                                                      | Kamome Shirahama           | Em publicação | 9          | Em publicação | 9                        |
| Junho       | GAME - Suit no Sukima                                                                     | Game - Jogo Proibido                                                                      | Mai Nishikata              | Alcançado     | 4          | Em publicação | 5                        |
| Julho       | Granblue Fantasy                                                                          | Granblue Fantasy                                                                          | Makoto Fugetsu             | Concluído     | 7          | Concluído     | 7                        |
| Julho       | Sword Art Online: Phantom Bullet                                                          | Sword Art Online: Phantom Bullet                                                          | Katorah Yamada             | Alcançado     | 3          | Em publicação | 3                        |
| Julho       | Vampire Knight: Memories                                                                  | Vampire Knight: Memories                                                                  | Matsuri Hino               | Em publicação | 5          | Em publicação | 7                        |
| Julho       | Yukoku no Moriarty                                                                        | Moriarty: O Patriota                                                                      | Ryosuke Takeuchi (roteiro) | Em publicação | 15         | Em publicação | 16                       |
| Julho       | Yukoku no Moriarty                                                                        | Moriarty: O Patriota                                                                      | Hikaru Miyoshi (arte)      | Em publicação | 15         | Em publicação | 16                       |
| Agosto      | Bakemonogatari                                                                            | Bakemonogatari                                                                            | Oh Great                   | Em publicação | 13         | Em publicação | 15                       |
| Agosto      | Drifting Dragons                                                                          | Caçando Dragões                                                                           | Taku Kuwabara              | Em publicação | 10         | Em publicação | 12                       |
| Agosto      | Re:Zero kara Hajimeru Isekai Seikatsu                                                     | Re:Zero – Capítulo 2: Uma Semana na Mansão                                                | Makoto Fugetsu             | Concluído     | 5          | Concluído     | 5                        |
| Setembro    | Jagaaan                                                                                   |                                                                                           | Muneyuki Kaneshiro         | Em publicação | 11         | Concluído     | 14                       |
| Outubro     | JoJo no Kimyo na Boken: Stardust Crusaders ↳ JoJo's Bizarre Adventure: Stardust Crusaders | JoJo no Kimyo na Boken: Stardust Crusaders ↳ JoJo's Bizarre Adventure: Stardust Crusaders | Hirohiko Araki             | Concluído     | 10         | Concluído     | 10                       |
| Outubro     | Marry Grave                                                                               | Marry Grave                                                                               | Hidenori Yamaji            | Concluído     | 5          | Concluído     | 5                        |
| Novembro    | Ultramarine Magmell                                                                       | Ultramarine Magmell                                                                       | Di Nian Miao               | Alcançado     | 8          | Paralisado    | 8                        |
| Dezembro    | Gigant                                                                                    | Gigant                                                                                    | Hiroya Oku                 | Em publicação | 7          | Concluído     | 10                       |
| Dezembro    | Monster (Edição Perfeita)                                                                 | Monster (Edição Perfeita)                                                                 | Naoki Urasawa              | Concluído     | 9          | Concluído     | 9                        |
| Dezembro    | One-Punch Man: Hero Taizen z                                                              | One-Punch Man: Catálogo de Heróis                                                         | ONE (roteiro)              | Concluído     | 1          | Concluído     | 1                        |
| Dezembro    | One-Punch Man: Hero Taizen z                                                              | One-Punch Man: Catálogo de Heróis                                                         | Yusuke Murata (arte)       | Concluído     | 1          | Concluído     | 1                        |

### 2020
| Mês lançado | Mangá                                           | Título no Brasil                                                            | Autor(es)                             | Brasil        | Volumes     | País Original | Volumes |
| ----------- | ----------------------------------------------- | --------------------------------------------------------------------------- | ------------------------------------- | ------------- | ----------- | ------------- | ------- |
| Fevereiro   | Kingdom Hearts                                  | Kingdom Hearts                                                              | Shiro Amano                           | Concluído     | 2 (2 em 1)  | Concluído     | 4       |
| Março       | Kimetsu no Yaiba ↳ Demon Slayer                 | Kimetsu no Yaiba ↳ Demon Slayer                                             | Koyoharu Gotouge                      | Concluído     | 23          | Concluído     | 23      |
| Abril       | Go-Toubun no Hanayome                           | As Quíntuplas                                                               | Negi Haruba                           | Em publicação | 12          | Concluído     | 14      |
| Junho       | Sworld Art Online: Fairy Dance (novel)          | Sworld Art Online: Fairy Dance (novel)                                      | Reki Kawabara                         | Concluído     | 2           | Concluído     | 2       |
| Julho       | Banana Fish                                     | Banana Fish                                                                 | Akimi Yoshida                         | Concluído     | 10 (2 em 1) | Concluído     | 19      |
| Julho       | Kingdom Hearts: Chain of Memories               | Kingdom Hearts: Chain of Memories                                           | Shiro Amano                           | Concluído     | 1 (2 em 1)  | Concluído     | 2       |
| Julho       | Sword Art Online: Calibur                       | Sword Art Online: Calibur                                                   | Reki Kawabara                         | Concluído     | 1           | Concluído     | 1       |
| Julho       | Vinland Saga (Deluxe)                           | Vinland Saga (Deluxe)                                                       | Makoto Yukimura                       | Alcançado     | 12 (2 em 1) | Em publicação | 25      |
| Agosto      | Jujutsu Kaisen                                  | Batalha de Feiticeiros                                                      | Gege Akutami                          | Em publicação | 14          | Em publicação | 18      |
| Agosto      | Re: Zero - Capítulo 3: A Verdade de Zero        | Re: Zero - Capítulo 3: A Verdade de Zero                                    | Daichi Matsuse                        | Em publicação | 10          | Concluído     | 11      |
| Setembro    | Kakashi Hiden – Hyouten no Ikazuchi             | A História Secreta de Kakashi: O Relâmpago sob o Céu Gélido                 | Akira Higashiyama e Masashi Kishimoto | Concluído     | 1           | Concluído     | 1       |
| Setembro    | Kingdom Hearts: 358/2 Days                      | Kingdom Hearts: 358/2 Dias                                                  | Shiro Amano                           | Concluído     | 3 (2 em 1)  | Concluído     | 5       |
| Setembro    | Spy × Family                                    | Spy × Family                                                                | Tatsuya Endo                          | Em publicação | 7           | Em publicação | 8       |
| Setembro    | Sword Art Online: Mother's Rosario              | Sword Art Online: Mother's Rosario                                          | Tsubasa Haduki                        | Concluído     | 3           | Concluído     | 3       |
| Outubro     | Sword Art Online: Phantom Bullet (novel)        | Sword Art Online: Phantom Bullet (novel)                                    | Reki Kawahara                         | Concluído     | 2           | Concluído     | 2       |
| Outubro     | We Never Learn                                  | We Never Learn                                                              | Taishi Tsutsui                        | Em publicação | 13          | Concluído     | 21      |
| Novembro    | Shikamaru Hiden — Yami no Shijima ni Ukabu Kumo | A História Secreta de Shikamaru: A Nuvem que Paira no Silêncio da Escuridão | Takashi Yano e Masashi Kishimoto      | Concluído     | 1           | Concluído     | 1       |
| Novembro    | Karakai Jozu no Takagi-san                      | Takagi - A Mestra das Pegadinhas                                            | Soichiro Yamamoto                     | Em publicação | 9           | Em publicação | 17      |
| Dezembro    | Goblin Slayer                                   | Goblin Slayer                                                               | Kousuke Kurose                        | Em publicação | 8           | Em publicação | 11      |
| Dezembro    | Sword Art Online: Girls' Operations             | Sword Art Online: Girls' Operations                                         | Neko Nekobyou                         | Concluído     | 8           | Concluído     | 8       |

### 2021
| Mês lançado | Mangá                                                                                             | Título no Brasil                                                                                  | Autor(es)                          | Brasil        | Volumes | País Original | Volumes      |
| ----------- | ------------------------------------------------------------------------------------------------- | ------------------------------------------------------------------------------------------------- | ---------------------------------- | ------------- | ------- | ------------- | ------------ |
| Fevereiro   | Kaguya-sama - Love Is War                                                                         | Kaguya-sama - Love Is War                                                                         | Aka Akasaka                        | Em publicação | 13      | Em publicação | 24           |
| Fevereiro   | Sword Art Online: Mother's Rosario (novel)                                                        | Sword Art Online: Mother's Rosario (novel)                                                        | Reki Kawahara                      | Concluído     | 1       | Concluído     | 1            |
| Março       | Chainsaw Man                                                                                      | Chainsaw Man                                                                                      | Tatsuki Fujimoto                   | Em publicação | 6       | Concluído     | 11 (Parte 1) |
| Março       | Jujutsu Kaisen 0                                                                                  | Jujutsu Kaisen 0                                                                                  | Gege Akutami                       | Concluído     | 1       | Concluído     | 1            |
| Abril       | Sakura Hiden: Shiren, Harukaze ni Nosete                                                          | A História Secreta de Sakura: Contemplações de Amor na Brisa de Primavera                         | Tomohito Osaki e Masashi Kishimoto | Concluído     | 1       | Concluído     | 1            |
| Abril       | Bloom into You                                                                                    | Bloom into You                                                                                    | Nio Nakatani                       | Em publicação | 6       | Concluído     | 8            |
| Abril       | Toilet-Bound Hanako-kun                                                                           | Hanako-kun e os Mistérios do Colégio Kamome                                                       | Aidalro                            | Em publicação | 11      | Em publicação | 16           |
| Maio        | Hell's Paradise: Jigokuraku                                                                       | Hell's Paradise: Jigokuraku                                                                       | Yuji Kaku                          | Em publicação | 5       | Concluído     | 13           |
| Maio        | JoJo no Kimyo na Boken: Diamond is Unbreakable ↳ JoJo's Bizarre Adventure: Diamond is Unbreakable | JoJo no Kimyo na Boken: Diamond is Unbreakable ↳ JoJo's Bizarre Adventure: Diamond is Unbreakable | Hirohiko Araki                     | Em publicação | 5       | Concluído     | 12           |
| Maio        | Sword Art Online: Early and Late (novel)                                                          | Sword Art Online: Early and Late (novel)                                                          | Reki Kawahara                      | Concluído     | 1       | Concluído     | 1            |
| Junho       | Kanojo, Okarishimasu                                                                              | Namorada de Aluguel                                                                               | Reiji Miyajima                     | Em publicação | 9       | Em publicação | 24           |
| Junho       | Paradise Kiss                                                                                     | Paradise Kiss                                                                                     | Ai Yazawa                          | Concluído     | 5       | Concluído     | 5            |
| Julho       | Burn the Witch                                                                                    | Burn the Witch                                                                                    | Tite Kubo                          | Em publicação | 1       | Em publicação | 1            |
| Julho       | Pokémon: FireRed & LeafGreen                                                                      | Pokémon: FireRed & LeafGreen                                                                      | Hidenori Kusaka e Satoshi Yamamoto | Concluído     | 3       | Concluído     | 3            |
| Julho       | Real                                                                                              | Real                                                                                              | Takehiro Inoue                     | Em publicação | 8       | Em publicação | 15           |
| Julho       | Sword Art Online: Alicization (novel)                                                             | Sword Art Online: Alicization (novel)                                                             | Reki Kawahara                      | Em publicação | 3       | Concluído     | 10           |
| Agosto      | Konoha Hiden: Shuugenbiyori                                                                       | A História Secreta de Konoha: Um Dia Perfeito para se Casar                                       | Shou Hinata e Masashi Kishimoto    | Concluído     | 1       | Concluído     | 1            |
| Agosto      | Ao no Flag                                                                                        | Ao no Flag                                                                                        | KAITO                              | Em publicação | 7       | Concluído     | 8            |
| Agosto      | Dorohedoro                                                                                        | Dorohedoro                                                                                        | Q Hayashida                        | Em publicação | 7       | Concluído     | 23           |
| Agosto      | Lady Snowblood                                                                                    | Lady Snowblood                                                                                    | Kazuo Koike (roteiro)              | Concluído     | 4       | Concluído     | 4            |
| Agosto      | Lady Snowblood                                                                                    | Lady Snowblood                                                                                    | Kazuo Kamimura (arte)              | Concluído     | 4       | Concluído     | 4            |
| Agosto      | Rooster Fighter                                                                                   |                                                                                                   | Syu Sakuratani                     | Em publicação | 1       | Em publicação | 2            |
| Setembro    | Konosuba - Kono Subarashii Sekai ni Shukufuku o!                                                  | Konosuba - Kono Subarashii Sekai ni Shukufuku o!                                                  | Natsume Akatsuk (roteiro)          | Em publicação | 6       | Em publicação | 13           |
| Setembro    | Konosuba - Kono Subarashii Sekai ni Shukufuku o!                                                  | Konosuba - Kono Subarashii Sekai ni Shukufuku o!                                                  | Masahito Watari (arte)             | Em publicação | 6       | Em publicação | 13           |
| Setembro    | Mao                                                                                               | Mao                                                                                               | Rumiko Takahashi                   | Em publicação | 6       | Em publicação | 11           |
| Outubro     | The Legend of Zelda - A Link to the Past                                                          | The Legend of Zelda - A Link to the Past                                                          | Shotaro Ishinomori                 | Concluído     | 1       | Concluído     | 1            |
| Dezembro    | Gaara Hiden: Sajingensou                                                                          | A História Secreta de Gaara: a Ilusão na Tempestade de Areia                                      | Ukyo Kodachi e Masashi Kishimoto   | Concluído     | 1       | Concluído     | 1            |
| Dezembro    | Horimiya                                                                                          | Horimiya                                                                                          | HERO (roteiro)                     | Em publicação | 3       | Concluído     | 16           |
| Dezembro    | Horimiya                                                                                          | Horimiya                                                                                          | Daisuke Hagiwara (arte)            | Em publicação | 3       | Concluído     | 16           |
| Dezembro    | Pokémon Emerald                                                                                   | Pokémon Emerald                                                                                   | Hidenori Kusaka (roteiro)          | Em publicação | 1       | Concluído     | 3            |
| Dezembro    | Pokémon Emerald                                                                                   | Pokémon Emerald                                                                                   | Satoshi Yamamoto (arte)            | Em publicação | 1       | Concluído     | 3            |
| Dezembro    | Tower of God                                                                                      | Tower of God                                                                                      | S.I.U.                             | Em publicação | 2       | Em publicação | 8            |

### 2022
| Mês lançado | Mangá                                          | Título no Brasil                          | Autor                         | Brasil        | Volumes | País Original | Volumes | Ref.  |
| ----------- | ---------------------------------------------- | ----------------------------------------- | ----------------------------- | ------------- | ------- | ------------- | ------- | ----- |
| Fevereiro   | Demon Slayer Gaiden                            | Demon Slayer Gaiden                       | Koyoharu Gotoug (roteiro)     | Concluído     | 1       | Concluído     | 1       |       |
| Fevereiro   | Demon Slayer Gaiden                            | Demon Slayer Gaiden                       | Ryouji Hirano (arte)          | Concluído     | 1       | Concluído     | 1       |       |
| Fevereiro   | Komi-san wa komyushou desu                     | Komi Não Consegue se Comunicar            | Tomohito Oda                  | Em publicação | 34      | Concluído     | 37      |       |
| Abril       | Dakaretai Otoko 1-i ni Odosarete Imasu         | Dakaichi - O Homem Mais Desejado do Ano   | Hashigo Sakurabi              | Em publicação | 9       | Em publicação | 9       |       |
| Abril       | Demon Slayer - The Flower of Happiness (novel) | Demon Slayer - Flor da Felicidade (novel) | Koyoharu Gotoug (roteiro)     | Concluído     | 1       | Concluído     | 1       |       |
| Abril       | Demon Slayer - The Flower of Happiness (novel) | Demon Slayer - Flor da Felicidade (novel) | Aya Najima (arte)             | Concluído     | 1       | Concluído     | 1       |       |
| Abril       | Jujutsu Kaisen - Fanbook Oficial               | Jujutsu Kaisen - Fanbook Oficial          | Gege Akutami                  | Concluído     | 1       | Concluído     | 1       |       |
| Abril       | One Piece - 3 in 1                             | One Piece - 3 em 1                        | Eiichiro Oda                  | Em publicação | 35      | Em publicação | 101     |       |
| Abril       | Shangri-la Frontier                            | Shangri-la Frontier                       | Katarina (roteiro)            | Em publicação | 15      | Em publicação | 21      |       |
| Abril       | Shangri-la Frontier                            | Shangri-la Frontier                       | Ryosuke Fuji (arte)           | Em publicação | 15      | Em publicação | 21      |       |
| Maio        | Bleach (Remix)                                 | Bleach (Remix)                            | Tite Kubo                     | Concluído     | 26      | Concluído     | 26      | [ 6 ] |
| Maio        | Blue Period                                    | Blue Period                               | Tsubasa Yamaguchi             | Em publicação | 15      | Em publicação | 16      | [ 6 ] |
| Maio        | Kaiju No. 8                                    | Kaiju No. 8                               | Naoya Matsumoto               | Em publicação | 13      | Em publicação | 15      |       |
| Junho       | Mushoku Tensei                                 | Mushoku Tensei: Uma Segunda Chance        | Rifujin na Magonote (roteiro) | Em publicação | 6       | Em publicação | 22      | [ 7 ] |
| Junho       | Mushoku Tensei                                 | Mushoku Tensei: Uma Segunda Chance        | Yuka Fujikawa (arte)          | Em publicação | 6       | Em publicação | 22      | [ 7 ] |
| Junho       | Yozakura-san Chi no Daisakusen                 | Missão: Família Yokazura                  | Hitsuji Gondaira              | Em publicação | 23      | Concluído     | 29      | [ 7 ] |
| Junho       | Mieruko-chan                                   | Mieruko-chan                              | Tomoki Izumi                  | Em publicação | 11      | Em publicação | 12      | [ 7 ] |